# Black girl
Black girl är ett musikalbum, utgivet postumt i mars 2002 innehållande 2 studioinspelningar (spår 1 och 2) och 14 liveinspelningar med Cornelis Vreeswijk, tidigare outgivna. Spår 1, 2 och 3 hade aldrig tidigare utgivits med Vreeswijk som sångare och Getinghonung à la Flamande aldrig som live-inspelning. I en intervju med Beppe Wolgers sade Vreeswijk att Black Girl, av Leadbelly, var den första låt han lärde sig spela och på cd:n finns den enda kända inspelningen där Cornelis sjunger hela Black Girl.
Materialet på albumet hittades av Helge Karlsen.

## Låtlista
1. Nya gatan (Torbjörn Willassen/Erik Lindorm) – 3:35
2. 1984 – 2:01
3. Black girl (Huddie Ledbetter) – 2:20
4. Felicia adjö – 2:48
5. Polaren Per hos polisen – 2:24
6. Getinghonung á la Flamande (trad/Cornelis Vreeswijk) – 4:00
7. Polaren Per hos det sociala – 3:01
8. Till Linnéa via Leonard Cohen – 2:13
9. Sambaliten (Atahualpa Yupanqui/Cornelis Vreeswijk) – 2:40
10. Sportiga Marie – 1:39
11. Tältet – 3:10
12. Deirdres samba (Chico Buarque de Hollanda/Cornelis Vreeswijk) – 3:18
13. Getinghonung Provençale – 2:48
14. Polaren Per vid morgonstädningen – 1:41
15. Somliga går med trasiga skor – 2:24
16. Mördar-Anders (trad/Cornelis Vreeswijk) – 2:25